# Stephanie Rice
Stephanie Louise Rice (Brisbane, 17 de junho de 1988) é uma ex-nadadora australiana, ganhadora de três medalhas de ouro em Jogos Olímpicos.
Foi recordista mundial dos 200 metros medley entre 2008 e 2009, e detentora do recorde mundial dos 400 metros medley até 2012.
Foi eleita "Nadadora do Ano" pela revista Swimming World Magazine em 2008. Retirou-se das competições oficiais em 2014.